# Naito Jun
Jun Naito (sinh ngày 18 tháng 12 năm 1970) là một cầu thủ bóng đá người Nhật Bản.

## Sự nghiệp câu lạc bộ
Jun Naito đã từng chơi cho Yokohama Flügels và Vissel Kobe.

## Thống kê câu lạc bộ

### J.League
| Đội              | Năm       | J.League | J.League | J.League Cup | J.League Cup | Tổng cộng | Tổng cộng |
| Đội              | Năm       | Trận     | Bàn      | Trận         | Bàn          | Trận      | Bàn       |
| ---------------- | --------- | -------- | -------- | ------------ | ------------ | --------- | --------- |
| Yokohama Flügels | 1992      | -        | -        | 7            | 0            | 7         | 0         |
| Yokohama Flügels | 1993      | 0        | 0        | 0            | 0            | 0         | 0         |
| Yokohama Flügels | 1994      | 1        | 0        | 0            | 0            | 1         | 0         |
| Vissel Kobe      | 1997      | 27       | 0        | 3            | 0            | 30        | 0         |
| Tổng cộng        | Tổng cộng | 28       | 0        | 10           | 0            | 38        | 0         |